# Стадион Лајонел Робертс парк
Стадион Лајонел Робертс парк (енгл. Lionel Roberts Park) је вишенаменски стадион у граду Шарлота Амалија на Америчким Девичанским Острваима. Углавном за фудбалске утакмице, као и за бејзбол и амерички фудбал. Стадион има капацитет за 9.000 људи.